# Podbielskie Ogrodniki
Podbielskie Ogrodniki (biał. Падбельскія Агароднікі, Padbielskija Aharodniki; ros. Подбельские Огородники, Podbielskije Ogorodniki) – wieś na Białorusi, w obwodzie brzeskim, w rejonie kamienieckim, w sielsowiecie Kamieniuki.
W latach 1921–1939 należała do gminy Białowieża.
Według Powszechnego Spisu Ludności z 1921 roku wieś zamieszkiwało 150 osób, wszyscy byli wyznania prawosławnego, jednocześnie 88 mieszkańców zadeklarowało polską przynależność narodową, a 62 białoruską.